# Musique de Final Fantasy V
Liste des albums arrangés du jeu Final Fantasy V (Square) sur Super Famicom.

## Final Fantasy V Original Sound Version
Bande originale du jeu.

### Fiche technique
- Composé par : Nobuo Uematsu
- Sortie : 7 décembre 1992 (édition originale), 26 novembre 1994 (réédition)
- Référence : N33D-013/14 (NTT / Polystar - édition originale), PSCN-5015/16 (NTT Publishing - réédition)

### Liste des musiques
| 1.  | Ahead on our Way             |  |
| 2.  | A Presentiment               |  |
| 3.  | Four Valiant Hearts          |  |
| 4.  | Hurry! Hurry!                |  |
| 5.  | Lenna's Theme                |  |
| 6.  | Fate in Haze                 |  |
| 7.  | The Battle                   |  |
| 8.  | Victory's Fanfare            |  |
| 9.  | Requiem                      |  |
| 10. | Pirates Ahoy!                |  |
| 11. | Tenderness in the Air        |  |
| 12. | Good Night!                  |  |
| 13. | Sealed Away                  |  |
| 14. | Cursed Earth                 |  |
| 15. | Deception                    |  |
| 16. | Harvest                      |  |
| 17. | Walking the Snowy Mountains  |  |
| 18. | Danger!                      |  |
| 19. | The Fierce Battle            |  |
| 20. | The Dragon Spreads its Wings |  |
| 21. | Royal Palace                 |  |
| 22. | The Fire Powered Ship        |  |
| 23. | Run!                         |  |
| 24. | Nostalgia                    |  |
| 25. | The Ancient Library          |  |
| 26. | Reminiscence                 |  |
| 27. | Musica Machina               |  |
| 28. | The Day will Come            |  |
| 29. | What?                        |  |
| 30. | Mambo de Chocobo             |  |
| 31. | My Home, Sweet Home          |  |
| 32. | Music Box                    |  |
| 33. | The Airship                  |  |
| 34. | The Evil Lord Exdeath        |  |

| 1.  | Exdeath's Castle           |  |
| 2.  | The Four Warriors of Dawn  |  |
| 3.  | Battle with Gilgamesh      |  |
| 4.  | Unknown Lands              |  |
| 5.  | Critter Tripper Fritter!?  |  |
| 6.  | The Castle of Dawn         |  |
| 7.  | Beyond the Deep Blue Seas  |  |
| 8.  | As I Feel, you Feel        |  |
| 9.  | Waltz Clavier              |  |
| 10. | Go Go Boco!                |  |
| 11. | The Land Unknown           |  |
| 12. | The Book of Sealings       |  |
| 13. | Intension of the Earth     |  |
| 14. | The Prelude of Empty Skies |  |
| 15. | Searching the Light        |  |
| 16. | The Decisive Battle        |  |
| 17. | The Last Battle            |  |
| 18. | The Silent Beyond          |  |
| 19. | Dear Friends               |  |
| 20. | Final Fantasy              |  |
| 21. | The New Origin             |  |
| 22. | The Prelude                |  |
| 23. | Fanfare 1                  |  |
| 24. | Fanfare 2                  |  |
| 25. | I'm a Dancer               |  |
| 26. | Piano Lesson 1             |  |
| 27. | Piano Lesson 2             |  |
| 28. | Piano Lesson 3             |  |
| 29. | Piano Lesson 4             |  |
| 30. | Piano Lesson 5             |  |
| 31. | Piano Lesson 6             |  |
| 32. | Piano Lesson 7             |  |
| 33. | Piano Lesson 8             |  |

## Final Fantasy V 5+1
Compilation du jeu.

### Fiche technique
- Composé par : Nobuo Uematsu
- Arrangé par : Nobuo Uematsu
- Sortie : 20 octobre 1992
- Référence : N09D-012 (NTT Publishing)

| 1. | A Presentiment (From OSV)                                           |  |
| 2. | Ahead on Our Way (From OSV)                                         |  |
| 3. | Harvest (From OSV)                                                  |  |
| 4. | Fate in Haze (From OSV)                                             |  |
| 5. | Battle 1 (From OSV)                                                 |  |
| 6. | Matoya's Cavern (Remix de Matoya's Cavern du premier Final Fantasy) |  |

## Final Fantasy V Dear Friends
Album arrangé du jeu.

### Fiche technique
- Composé par : Nobuo Uematsu
- Arrangé par : Nobuo Uematsu
- Joué par :
  - Timo Väänänen (Kantele)
  - Jarmo Havukainen (Guitare acoustique)
  - Jarkko Toivonen (Classical nyloned guitar)
  - Pentti Lahti et Kimmo Gröhn (Flûte)
  - Jarno Kukkonen (Bouzouki)
  - Tapio Aaltonen (Percussion)
  - John Hardie (Cornemuse)
  - Perttu Paapanen (Accordéon)
  - Ari Kataja (Acoustic bass)
  - Pekka Kuorikoski (Fiddle)
- Chanté par : Ulla Pirttijärvi, Tuuni Länsman, Ursula Länsman
- Paroles : Yoshihiko Maekawa (5), Hiroyuki Ito (11)
- Sortie : 25 mars 1993 (édition originale), 26 novembre 1994 (réédition)
- Référence : N30D-017 (NTT / Polystar - édition originale), PSCN-5018 (NTT Publishing - réédition)

| 1.  | Ahead on our Way          |  |
| 2.  | Lenna's Theme             |  |
| 3.  | Pirates Ahoy!             |  |
| 4.  | Critter Tripper Fritter!? |  |
| 5.  | Intension of the Earth    |  |
| 6.  | My Home, Sweet Home       |  |
| 7.  | The Land Unknown          |  |
| 8.  | Tenderness in the Air     |  |
| 9.  | Waltz Suomi               |  |
| 10. | Fate in Haze              |  |
| 11. | As I Feel, you Feel       |  |
| 12. | Musica Machina            |  |
| 13. | Music Box                 |  |
| 14. | Dear Friends              |  |

## Final Fantasy V Mambo de Chocobo
Album spécial du jeu.

### Fiche technique
- Composé par : Nobuo Uematsu
- Arrangé par : Los Mambos Panchos (1), Nobuo Uematsu, Snow Productions (5)
- Joué par : Los Mambos Panchos (1)
- Sortie : 21 janvier 1993
- Référence : N09D-016 (NTT Publishing)

| 1. | Mambo de Chocobo (Remix)            |  |
| 2. | Mount of Sky Dragon (Unreleased)    |  |
| 3. | Opening Idea-Version.2 (Unreleased) |  |
| 4. | Flying Ship-Version.2 (Unreleased)  |  |
| 5. | Final Fantasy Megamix               |  |

## Piano Collections Final Fantasy V
Album arrangé au piano du jeu.

### Fiche technique
- Composé par : Nobuo Uematsu
- Arrangé par : Shirou Satou
- Joué par : Toshiyuki Mori
- Sortie : 21 juin 1993 (édition originale), 24 septembre 1994 (seconde édition), 27 juin 2001 (réédition)
- Référence : N30D-018 (NTT / Polystar - édition originale), PSCN-5009 (NTT Publishing - seconde édition), NTCP-1002 (NTT Publishing - réédition)

| 1.  | A Presentiment             |  |
| 2.  | Tenderness in the Air      |  |
| 3.  | Harvest                    |  |
| 4.  | Ahead on Our Way           |  |
| 5.  | Critter Tripper Fritter !? |  |
| 6.  | My Home,Sweet Home         |  |
| 7.  | Mambo de Chocobo           |  |
| 8.  | Lenna's Theme              |  |
| 9.  | Music Box                  |  |
| 10. | Battle with Gilgamesh      |  |
| 11. | Waltz Clavier              |  |
| 12. | Dear Friends               |  |
| 13. | The New Origin             |  |